# カール・ニーベリ
カール・リヒァルト・ニーベリ（Carl Richard Nyberg 、1858年5月28日 - 1939年）は、スウェーデンの発明家で実業家である。

## 履歴
ニーベリはヴェストマンランド県のアルボーガ（Arboga ）で生まれ、後にスンドヴィベリ（Sundbyberg ）で最大の産業の一つとなるマックス・ジーヴェルト読書灯工場（Max Sieverts Lödlampfabrik ）を設立した。学業を終えるとニーベリは宝飾職人として働き始め、後にストックホルムに移ると様々な金属加工業に携わり、その後「J・E・エリクソン機械工場」（J. E. Eriksons mekaniska verkstad 、後にメカニクス：「Mekanikus 」に改称）に就職した。
そこで働いている間にニーベリはブロートーチ（blowtorch ）を考案し、後にその案を実現して幾つかの安全機構を組み込んだ強力で直接加熱できるブロートーチを完成させた。1882年にニーベリはメカニクスを辞め、ストックホルムのルントマーカルガタン（Luntmakargatan ）にブロートーチの製造工房を設立したが、製造と販売の双方で長い時間を要したため事業の状況は芳しくなかった。しばらくの間ニーベリは痛風に効くという指輪を販売して糊口をしのいだ。1884年に工房をスンドヴィベリに移し、1886年に物産展でニーベリと出会ったマックス・ジーヴェルト（Max Sievert ）がこのブロートーチに興味を示し販売を始めた。このスンドヴィベリの工場オーナーに支援されニーベリはアルファ（AB Alpha ）を設立し、L・M・エリクソン（L. M. Ericsson ）の支援で電線の製造を始めた。
プリムス（現イワタニ・プリムス）がブロートーチの製造を始めるとニーベリはパラフィン・オイル/ケロシン調理器を造ることにした。「ヴィクトリア」（Viktoria ）と呼ばれる最初の型はそれほど売れなかったが、後の「スヴェア」（Svea ）は良く売れた。ニーベリは多数をロシアに納品するようになり、間もなく週に3,000個を製造するようになった。1906年に会社は株式会社に改組され、ニーベリは自社の従業員に対しては非常に気前がよくしばしば会社の株を従業員へ分配した。この従業員は会社を辞めるときに他で働く従業員よりも一般的に良い条件が与えられたので「ニーベリ成金」（Nybergs snobbar）として知られた。1922年に会社はマックス・ジーヴェルトに売却され、ジーヴェルトは1962年にエッソに買収されるまでこの会社を所有し続けた。
ニーベリは蒸気エンジン、航空機、スクリューといった様々な機械に関する多くの発明に携わった。最も著名なのは航空先駆者としての業績であり、「空飛ぶニーベリ」（Flyg-Nyberg ）として知られた。1897年から1910年頃までリーディンゲ（Lidingö ）にある自宅の外でフルガン（Flugan 、「飛行」の意）を製作し、庭にある環状の木製トラックと冬は氷の上でテストを行なった。しかし、当時は小型の効率的なガソリンエンジンがなかったため、幾度かの短いジャンプ飛行を行なうのがやっとであった。ニーベリは翼型の開発でスウェーデン王立工科大学のJ・E・セーデルブロム（J.E. Cederblom ）教授の助けを得て精力的に開発を行ったが、フルガンを空中に飛翔させることは叶わなかった。また、翼の縮小モデルのテストを行なえるように独自の風洞も設計、作成した。フルガンの翼幅は5 m、翼面積は13m2であった。エンジンは4つブロートーチで加熱されるボイラーを備えるニーベリ自身が設計した蒸気エンジンであり、最大出力は2,000 rpmで10hp (7kW) であった。機体の総重量は80kgであった。

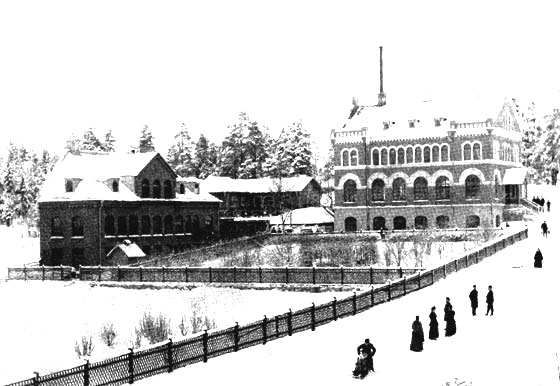
C・R・ニーベリ読書灯工場（1910年頃）
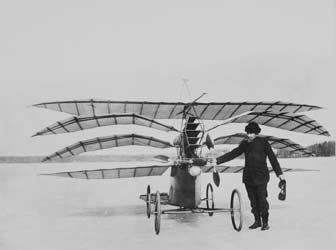
C・R・ニーベリと蒸気エンジンの航空機フルガン。スウェーデン、リーディンゲ北のAskrikefjärdenの氷上にて
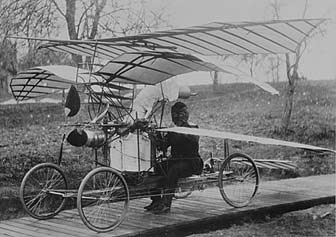
別の型のフルガン。ニーベリ自宅の庭の環状木製トラック上にて。
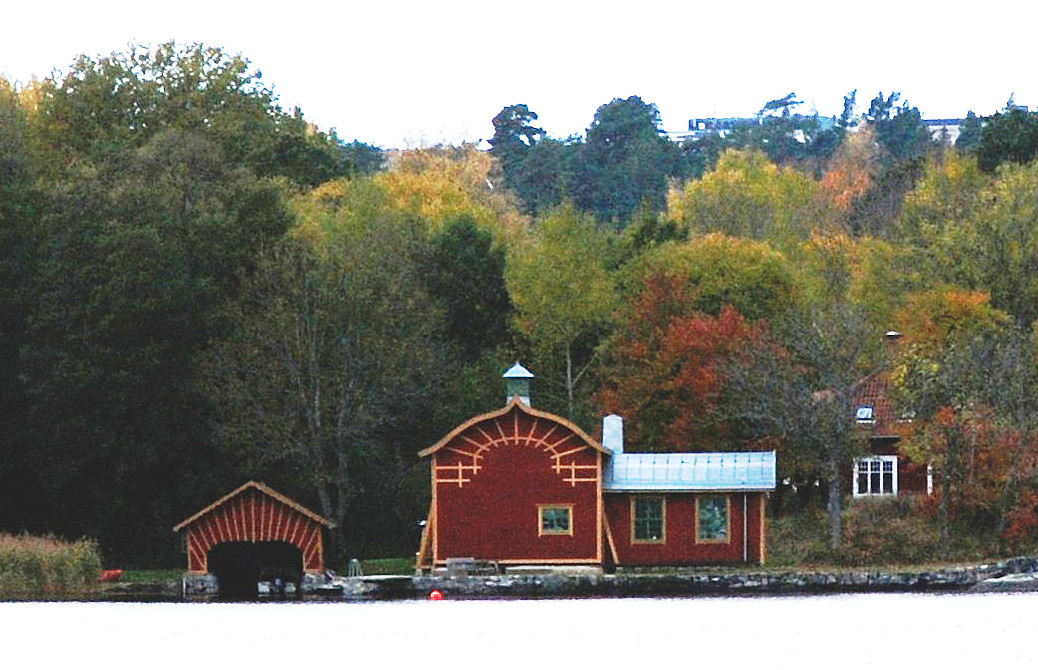
C・R・ニーベリがフルガンを格納していた1908年にリーディンゲに建設した水際のハンガー。 写真：Bengt Oberger